# La Nuit du réveil
Albums de Oxmo Puccino
La Voix lactée
(2015)
La Nuit du réveil est le 7e album d'Oxmo Puccino, sorti le 6 septembre 2019,.

## Titres
| 1.    | Le droit de chanter (Édouard Ardan)               | Oxmo Puccino                      | 3:25 |
| 2.    | Peuvent pas (Phazz)                               | Oxmo Puccino                      | 2:28 |
| 3.    | Social Club (Édouard Ardan, Phazz)                | Oxmo Puccino, Caballero, JeanJass | 2:50 |
| 4.    | La peau de l'ours (Max Antoine, Brodinski)        | Oxmo Puccino                      | 2:37 |
| 5.    | Le nombril (Édouard Ardan)                        | Oxmo Puccino                      | 2:10 |
| 6.    | Ma life (Phazz)                                   | Oxmo Puccino, Orelsan             | 3:12 |
| 7.    | Ali baba (Phazz, Oxmo Puccino)                    | Oxmo Puccino                      | 2:23 |
| 8.    | À ton âge (Phazz)                                 | Oxmo Puccino                      | 3:26 |
| 9.    | Flèche épistolaire (Édouard Ardan, Oxmo Puccino)  | Oxmo Puccino                      | 2:54 |
| 10.   | 10.000 (Édouard Ardan, Phazz, Oxmo Puccino)       | Oxmo Puccino                      | 2:34 |
| 11.   | Trop d'amour (Édouard Ardan, Phazz, Oxmo Puccino) | Oxmo Puccino                      | 3:17 |
| 12.   | Le réveil (Édouard Ardan)                         | Oxmo Puccino                      | 2:42 |
| 13.   | Horizon sensuel (Édouard Ardan)                   | Oxmo Puccino                      | 3:49 |
| 14.   | Parce que la vie (Édouard Ardan, Phazz)           | Oxmo Puccino, Gaël Faye           | 2:46 |
| 15.   | Je reviendrai pas (Édouard Ardan, Oxmo Puccino)   | Oxmo Puccino                      | 3:41 |
| 44:14 |                                                   |                                   |      |